# Poděšín
Poděšín (en allemand : Podieschin) est une commune du district de Žďár nad Sázavou, dans la région de Vysočina, en République tchèque. Sa population s'élevait à 247 habitants en 2020.

## Géographie
Poděšín se trouve à 12 km à l'ouest-sud-ouest de Žďár nad Sázavou, à 19,5 km au nord-est de Jihlava à 118 km au sud-est de Prague.
La commune est limitée par Nížkov au nord, par Sirákov à l'est, par Rudolec au sud-est et par Polná au sud et à l'ouest.

## Histoire
La première mention écrite de la localité date de 1233.

## Transports
Par la route, Poděšín se trouve à 14,5 km de Žďár nad Sázavou, à 26 km de Jihlava et à 140 km de Prague.